# Finale della Coppa dei Campioni 1988-1989
La finale della Coppa dei Campioni 1988-1989 si disputò il 24 maggio 1989 presso il Camp Nou di Barcellona tra i romeni della Steaua Bucarest e gli italiani del Milan, alla quarta finale di questa competizione. All'incontro assistettero circa 98 000 spettatori, quasi tutti provenienti da Milano, visto che la Romania era sotto il regime di Nicolae Ceaușescu. La partita, arbitrata dal tedesco occidentale Karl-Heinz Tritschler, vide la vittoria per 4-0 della squadra meneghina.

## Le squadre
| Squadre         | Partecipazioni precedenti (il grassetto indica la vittoria) |
| --------------- | ----------------------------------------------------------- |
| Steaua Bucarest | 1 (1986)                                                    |
| Milan           | 3 (1958, 1963, 1969)                                        |

## Il cammino verso la finale
Il Milan esordì al primo turno contro i bulgari del Vitosha Sofia, vincendo con un risultato complessivo di 7-2. Agli ottavi i rossoneri incontrarono la Stella Rossa e riuscirono a passare il turno solo ai tiri di rigore, visto che entrambe le partite si conclusero sull'1-1. La gara di ritorno fu disputata due volte poiché la prima fu sospesa al 57º per nebbia sull'1-0 per la Stella Rossa e recuperata il giorno seguente dall'inizio. Ai quarti ci fu una sofferta vittoria di misura per 1-0 contro i tedeschi del Werder Brema. In semifinale, invece, contro i campioni di Spagna del Real Madrid il Milan disputò una delle più grandi prestazioni della sua storia e vinse a San Siro per 5-0, annientando le Merengues.

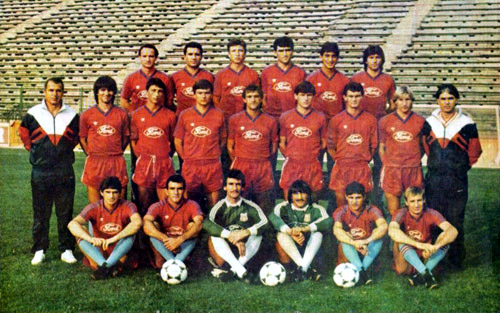
La Steaua Bucarest della stagione 1988-1989

La Steaua Bucarest iniziò il cammino europeo contro i cecoslovacchi dello Sparta Praga, che superò con un punteggio complessivo di 7-3. Agli ottavi i rumeni superarono agilmente i campioni russi dello Spartak Mosca con un 5-1 totale. Ai quarti gli svedesi dell'IFK Göteborg si arresero in Romania, perdendo 5-1, dopo che all'andata erano riusciti a vincere 1-0. In semifinale il Galatasaray ebbe la peggio nel doppio confronto, venendo sconfitto per 5-1 tra andata e ritorno.

## La partita
La partita vede nei primi minuti di gioco il possesso palla dei rumeni, ma le timide azioni degli avversari vengono rese vane dal pressing, dagli anticipi e dal gioco a tutto campo del Milan; così, dopo un quarto d'ora di gioco, Ruud Gullit colpisce il palo, mentre tre minuti dopo Van Basten serve al connazionale il cross che vale il gol dell'uno a zero. Nemmeno dieci minuti più tardi, proprio Van Basten mette in rete, di testa, il gol del due a zero. Il Milan cerca in continuazione il tris e, al 38', Roberto Donadoni dà la palla a Gullit, che, di potenza, batte Silviu Lung.
La ripresa inizia con il Milan in attacco e, dopo appena un minuto, arriva il poker di Van Basten, che segna con un diagonale su assist di Frank Rijkaard. La partita virtualmente finisce e si aspetta solo il fischio finale da ambo le parti. Con la vittoria per 4-0 il Milan eguaglia il primato della vittoria più ampia in una finale di Coppa dei Campioni, poi superato dal PSG nel 2025.

## Tabellino
| Arbitro: | Karl-Heinz Tritschler |

|  |           |                                     |
|  | Marcatori | 18’, 38’ Gullit 28’, 46’ van Basten |

| Steaua Bucarest | Milan |

| Steaua Bucarest   |    |                   |  |     |
|                   |    |                   |  |     |
| P                 | 1  | Silviu Lung       |  |     |
| D                 | 2  | Dan Petrescu      |  |     |
| D                 | 6  | Ștefan Iovan      |  |     |
| D                 | 4  | Adrian Bumbescu   |  |     |
| D                 | 3  | Nicolae Ungureanu |  |     |
| C                 | 5  | Tudorel Stoica    |  |     |
| A                 | 7  | Marius Lăcătuș    |  |     |
| C                 | 8  | Daniel Minea      |  |     |
| A                 | 9  | Victor Pițurcă    |  |     |
| C                 | 10 | Gheorghe Hagi     |  |     |
| C                 | 11 | Iosif Rotariu     |  | 46’ |
| Sostituzioni:     |    |                   |  |     |
| P                 | 12 | Gheorghe Liliac   |  |     |
| D                 | 13 | Petre Bunaciu     |  |     |
| C                 | 14 | Gavril Balint     |  | 46’ |
| C                 | 15 | Lucian Bălan      |  |     |
| C                 | 16 | Adrian Negrău     |  |     |
| Allenatore:       |    |                   |  |     |
| Anghel Iordănescu |    |                   |  |     |

| Milan         |    |                       |     |     |
|               |    |                       |     |     |
| P             | 1  | Giovanni Galli        |     |     |
| D             | 2  | Mauro Tassotti        |     |     |
| D             | 3  | Paolo Maldini         |     |     |
| C             | 4  | Angelo Colombo        |     |     |
| D             | 5  | Alessandro Costacurta |     | 75’ |
| D             | 6  | Franco Baresi         | 48’ |     |
| C             | 7  | Roberto Donadoni      |     |     |
| C             | 8  | Frank Rijkaard        |     |     |
| A             | 9  | Marco van Basten      |     |     |
| C             | 10 | Ruud Gullit           |     | 59’ |
| C             | 11 | Carlo Ancelotti       |     |     |
| Sostituzioni: |    |                       |     |     |
| P             | 12 | Davide Pinato         |     |     |
| D             | 13 | Filippo Galli         |     | 75’ |
| D             | 14 | Roberto Mussi         |     |     |
| C             | 15 | Alberico Evani        |     |     |
| A             | 16 | Pietro Paolo Virdis   |     | 59’ |
| Allenatore:   |    |                       |     |     |
| Arrigo Sacchi |    |                       |     |     |